# Geschiedenis van Emden

Het wapen Emden kreeg de stad in 1495 toegekend. De gekroonde Harpyia staat symbool voor de graaf, die zijn vleugels uitstrekt over de stadsmuur en het water.

De geschiedenis van Emden begint rond 800 als een handelsnederzetting aan de Eems. 

## Middeleeuwen
De stad, die in het begin niet groter was dan enkele huizen op een terp, heette oorspronkelijk Amuthon. In de middeleeuwen groeide de plaats, die ook Embda, Emda en Embden genoemd werd, gestaag. Emden werd in de 12e eeuw de hoofdstad van het graafschap Eemsgo, een van de drie graafschappen waarin Oost-Friesland was verdeeld. In 1252 werd de Eemsgo verkocht aan de bisschop van Münster, maar in de praktijk had de bisschop nauwelijks iets te vertellen over de stad Emden en kende de stad een grote mate van onafhankelijkheid onder leiding van de familie Abdena. Emden (en ook de omliggende steden die ook min of meer onafhankelijk waren) werden wel de Bauernrepubliken genoemd.
Aan het einde van de 14e eeuw schonk de provoost (opzichter van de legerplaats die de stad bestuurde) een groep piraten, bekend onder de naam Victualiënbroeders, het recht om hun buit op de markt van Emden te verkopen. Dit besluit leidde in 1402 tot een beleg van de stad door het naburige Hamburg dat de piraten, die hun oorspronkelijke basis in Helgoland hadden, actief bestreed. Pas in 1431 slaagde Hamburg erin de stad te veroveren met hulp van Edzard Cirksena van Greetsiel. Hamburg hield Emden bezet tot 1453. Op 1 oktober 1464 (volgens een andere bron in 1454) kwam de stad in handen van Ulrich I Cirksena, die door keizer Frederik III van het Heilige Roomse Rijk tot graaf van Oost-Friesland benoemd werd.

## Tachtigjarige Oorlog
Aan het einde van de 16e eeuw kende Emden een periode van grote bloei. Deze bloeiperiode werd onder meer veroorzaakt door de Spaanse blokkade van Nederlandse havens bij het begin van de Nederlandse opstand. Daardoor werd Emden de belangrijkste overslaghaven aan de Noordzee. Er was ook een stroom van duizenden vluchtelingen uit de Nederlanden. Deze protestantse vluchtelingen kwamen naar Emden om de vervolgingen door de Hertog van Alva te ontlopen. In 1542 werd Johannes a Lasco door de gereformeerde regent van Oost-Friesland, Anna van Oldenburg, naar Emden gehaald als superintendent van de verschillende kerkgenootschappen. Hij dwong de sluiting af van de laatste kloosters en verminderde de invloed van het Lutheranisme ten gunste van zijn "Geneefse" stroming. Emden was een van de eerste steden waar de reformatie plaatsvond (1544). Het inwonertal van Emden verdubbelde in deze jaren tot ongeveer 16.000. Alleen al in de laatste drie decennia van de 16e eeuw vestigden zich zo'n 6.000 Nederlanders in de stad. Een van de voornaamste Nederlandse vluchtelingen was de calvinistische predikant Menso Alting, die predikant werd van de Grote Kerk. Hij had de eveneens Nederlandse predikant Albertus Risaeus opgevolgd. In 1571 was Emden gastheer van de Synode van Emden, de eerste synode van de Nederlandse Hervormde Kerk.
Rond 1590 ontstond er een meningsverschil tussen het stadsbestuur van Emden en graaf Edzard II van Oost-Friesland. De graaf vond dat de stad zich te zelfstandig opstelde en eiste gehoorzaamheid. Maar behalve een politieke, kende het conflict ook een religieuze component. De graaf van Oost-Friesland was luthers, het merendeel van de stad calvinistisch. De reductie van Groningen in 1594, waardoor de Republiek der Verenigde Nederlanden een directe nabijheid werd, gaf de opstand een sterke impuls. De calvinistische kerkeraad onder leiding van predikant Menso Alting zette de bevolking op tegen de graaf en het Lutheranisme en 18 maart 1595 verklaarde Emden zichzelf onafhankelijk. In het vooruitzicht dat Oost-Friesland de achtste provincie van de Republiek kon worden, deden zowel de opstandelingen als de graaf een beroep op de Staten-Generaal in Den Haag. Op 15 juli van dat jaar erkende de graaf de semi-onafhankelijkheid van de stad bij het verdrag van Delfzijl. In 1597 erkende de Habsburgse keizer Rudolf II Emden als semionafhankelijke stad.
De opvolger van graaf Edzard II, graaf Enno III, probeerde in 1602 de stad opnieuw in te nemen. De stad riep daarop de hulp in van Nederlandse troepen. Op 8 april 1603 moest Enno III zijn nederlaag erkennen bij het vergelijk van Den Haag. Bij dit verdrag erkende hij niet alleen de semi-onafhankelijkheid van de stad en stond hij toe dat een Nederlands garnizoen zich in de stad mocht vestigen, maar verplichtte hij zich zelfs tot het betalen van de onkosten van dit Nederlandse garnizoen. Emden werd in feite (maar niet in rechte) een vrije rijksstad onder protectie van de Nederlandse Republiek. In 1603 werd de calvinist en politiek theoreticus Johannes Althusius Emdens syndicus. In die functie zou Althusius tot aan zijn dood in 1638 pogen de politieke en theologische ideeën, zoals hij die verwoord had in zijn Politica methodice digesta, atque exemplis sacris et profanis illustrata dat niet geheel toevallig ook uit 1603 stamt, op Emden toe te passen en daarmee die stad tot een calvinistische modelrepubliek om te vormen.

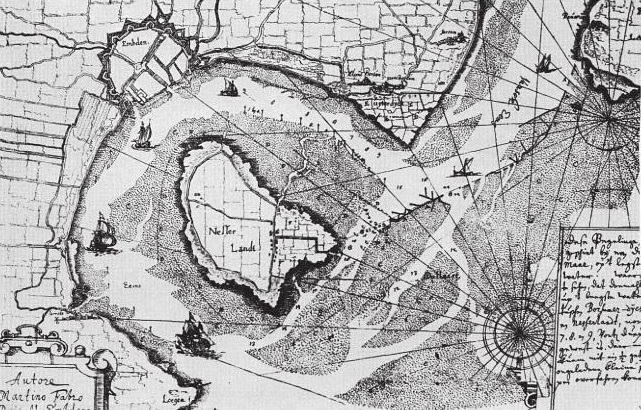
Het Nesserlander Hoofd (hier op een kaart van Martin Faber uit ca. 1645) was een zeer kostbare, maar vergeefse poging van de stad Emden om de Eems te dwingen weer in de loop van voor 1509 (Cosmas- en Damianusvloed) te stromen; langs de haven van Emden. Deze palissadewand tussen Nesserland en Pogum werd aangelegd tussen 1585 en 1616, maar kostte de stad zoveel geld, dat in 1631 het plan weer opgegeven werd.

In 1609 brak er opnieuw een conflict uit tussen de stad Emden en de graaf van Oost-Friesland. De inwoners van de stad bezetten korte tijd de residentie van de graaf van Oost-Friesland. Het Nederlandse garnizoen, dat in Emden gelegerd was, verplaatste zich naar het verderop gelegen Leerort. Op 24 mei 1611 werd het Akkoord van Osterhusen getekend, waarin de soevereiniteit van de graaf van Oost-Friesland werd beperkt, de rechten van Emden (en andere steden) werden erkend en een Nederlands garnizoen werd toegelaten in Leerort. 
Uit de bloeiperiode eind 16e, begin 17e eeuw stamt onder meer het oude stadhuis, dat tussen 1574 en 1576 in renaissancestijl werd gebouwd met het stadhuis van Antwerpen als voorbeeld. In die periode werd het Nederlands de voertaal van de handel en het burgerlijke bestuur. Aan de dominante positie van de haven van Emden kwam een einde toen de loop van de rivier de Eems onverwachts veranderde. De haven lag ineens drie kilometer van de rivier verwijderd en slechts met ingewikkelde ingrepen kon de verbinding tussen de haven en de Eems hersteld worden.

## Annexatie door Pruisen
De semionafhankelijke status van Emden duurde voort tot 26 mei 1744. Op die datum werd Oost-Friesland, inclusief Emden, geannexeerd door Pruisen. Het Nederlands garnizoen in Leerort verliet pas toen deze plaats. 

## Even Hollands en Frans, dan toch Duits
In 1806 werd Emden weer Nederlands nadat Oost-Friesland werd toegevoegd aan het Koninkrijk Holland. In 1810 werd het Koninkrijk Holland in zijn geheel bij Frankrijk gevoegd en werd Emden tot hoofdstad van het departement Ems-Oriental gemaakt. Drie jaar later, in 1813 werd de stad heroverd door het leger van Pruisen. Na de Franse nederlaag bij de Slag bij Waterloo in 1815 werd Emden bij het Koninkrijk Hannover gevoegd, om in 1866 weer terug te keren bij Pruisen. Sinds de vorming van Duitsland (1871) hoort Emden bij dit land.
Ten tijde van het nationaalsocialisme werd de kwetsbaarheid van Emden voor luchtaanvallen vroeg ingezien. Emden was als belangrijke haven- en industriestad van grote waarde voor de Duitse oorlogsindustrie. Er werden 35 grote bunkers van meerdere verdiepingen gebouwd en 141 kleine bunkers, waardoor vanaf eind 1942 de gehele bevolking van Emden kon schuilen - dit in tegenstelling tot de situatie in andere Duitse steden. Daarnaast werd een aanzienlijk deel van de bevolking geëvacueerd naar barakkenkampen in dorpen in de omgeving. Vanaf juli 1940 werd de stad 80 keer gebombardeerd. Op 6 september 1944 vond het grootste bombardement plaats door naar schatting ongeveer 800 Amerikaanse vliegtuigen. Bijna 80% van de stad werd verwoest, waaronder de historische binnenstad. 370 mensen verloren het leven bij het bombardement.
Na de Tweede Wereldoorlog is Emden herbouwd en verder gegroeid tot een middelgrote industrie- en havenstad.